# Lotfaliabad
 (mai 2017).
Lotfaliabad (persan : لطفعلی‌آباد romanisé en Loţf'alīābād) est un village dans la province de Mazandéran en Iran. Lors du recensement de 2006, sa population était de 48 habitants répartis dans 14 familles.